# Geldermalsen

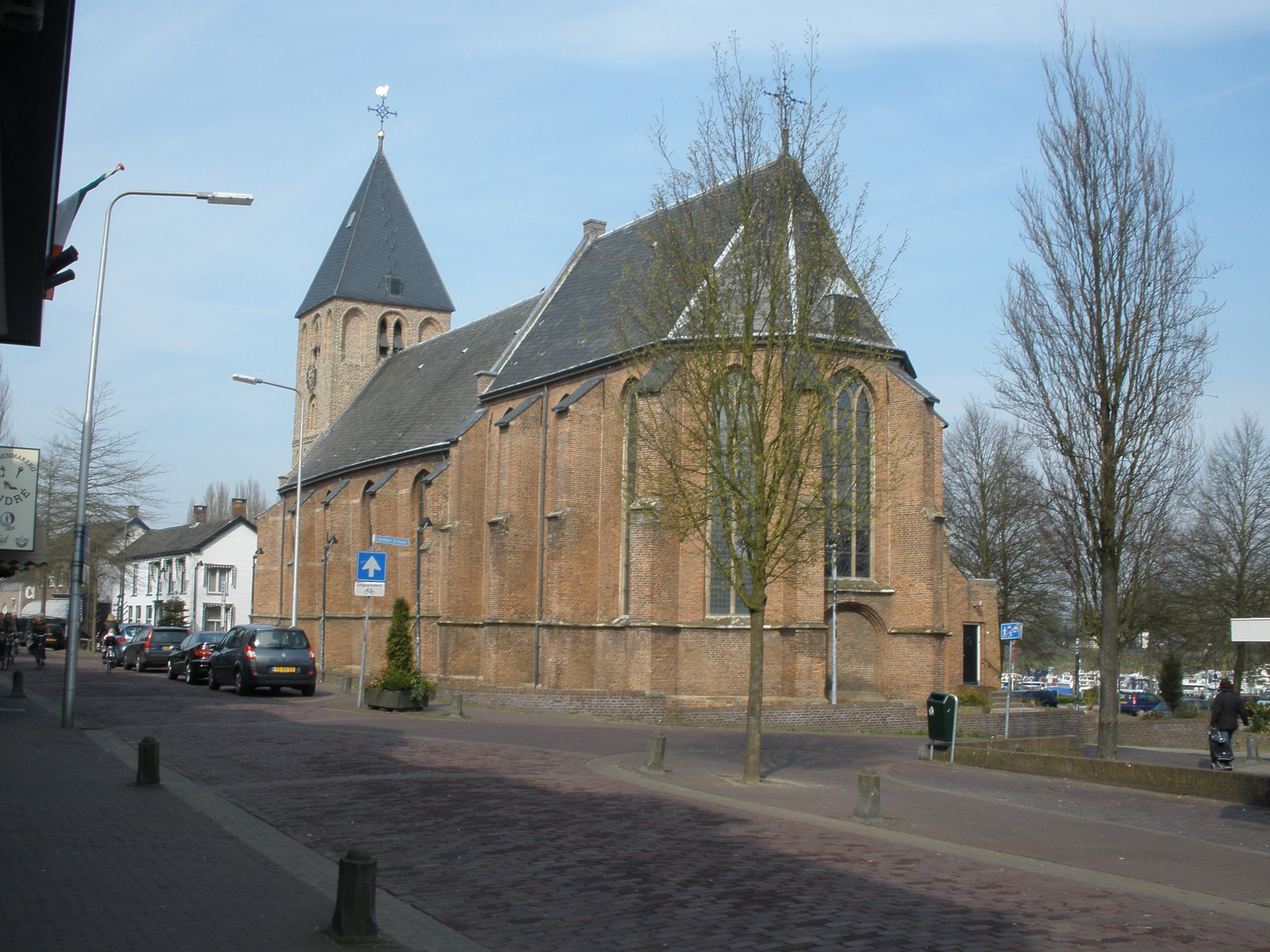
Suitbertuskerk, una iglesia

Geldermalsen es un antiguo municipio y una localidad en la provincia de Güeldres en el medio de los Países Bajos.
El uno de enero de 2019 la municipalidad de Geldermalsen se unió - con los municipios de Lingewaal y Neerijnen - y se surgió el nuevo municipio llamado West Betuwe.

## Localidad
La localidad de Geldermalsen tiene una población de aproximadamente 10.700 personas (2018).